# Parthenicus aureosquamis
Parthenicus aureosquamis är en insektsart som beskrevs av Knight 1925. Parthenicus aureosquamis ingår i släktet Parthenicus och familjen ängsskinnbaggar. Inga underarter finns listade i Catalogue of Life.